# Oli de llavors de cànem

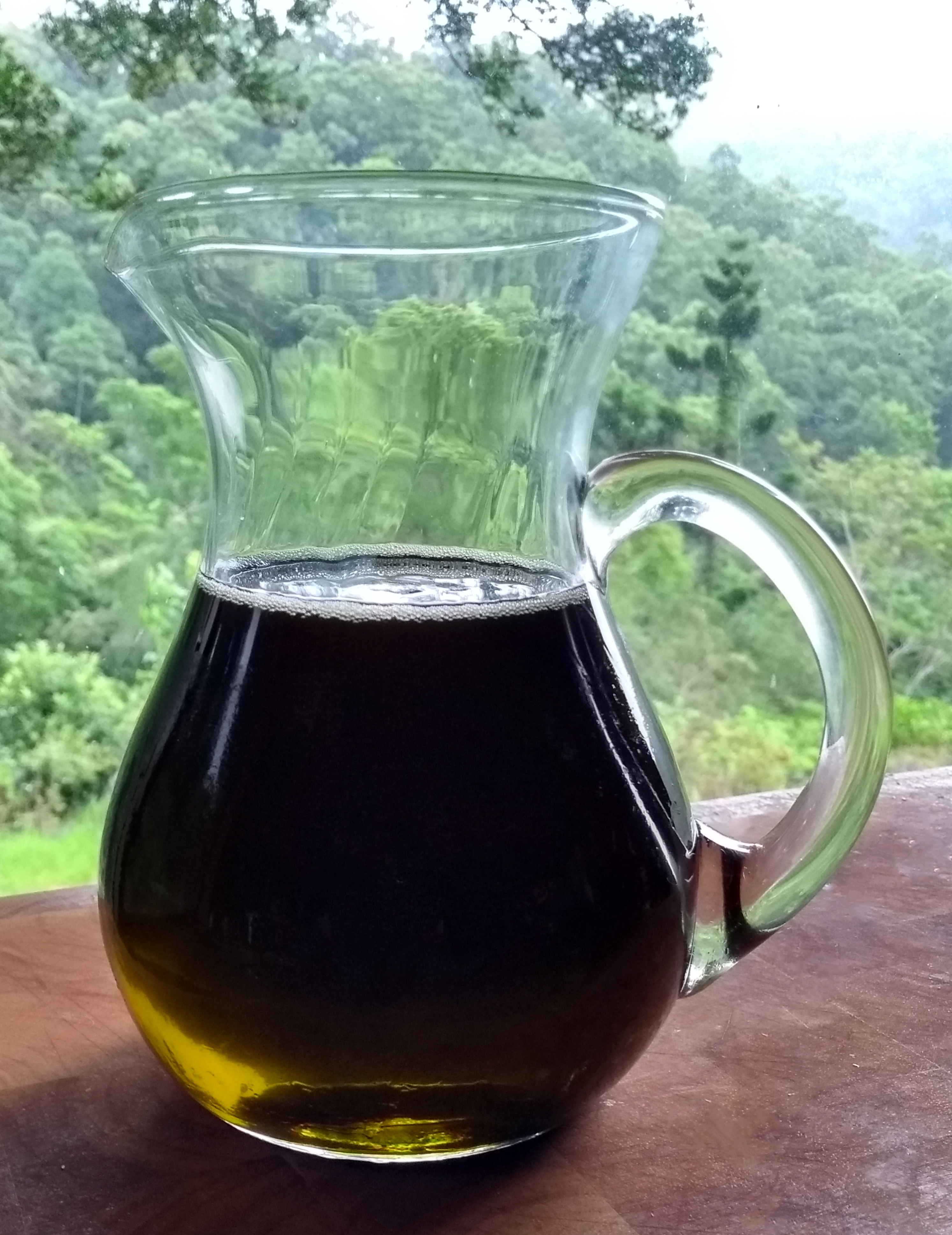
Oli de llavors de cànem

L'oli de llavors de cànem  (en anglès, hempseed oil) s'obté pel premsant en fred de les llavors de les varietats de Cannabis sativa sense quantitats significatives de la droga psicoactiva tetrahidrocannabinol (THC).
Dels brots i les fulles de la planta de cànnabis se'n fan, per extracció amb solvents, els productes que en anglès es coneixen com a hash oil i honey oil, que tenen alta proporció de THC i no s'han de confondre amb l'oli de les llavors de cànem.
L'oli de cànem sense refinar és de color fosc a verd clar amb un agradable gust de nous. Té una temperatura on comença a fumejar relativament baixa i per això no és adequat per fregir.
L'oli refinat de cànem és clar i incolor amb poc gust i ha perdut les vitamines i el poder antioxidant. En estat refinat aquest oli es fa servir principalment en productes per a la cura del cos. En aplicacions industrials l'oli de cànem es fa servir en lubricants, pintures, tintes, combustibles i plàstics. L'oli de cànem és molt nutritiu amb una relació força elevada entre omega-6 i omega-3. També s'estudia el seu ús com a biocombustible. Hi ha moltes organitzacions interessades en la seva promoció.